# Kopytówka
Kopytówka ist eine Ortschaft mit einem Schulzenamt der Gemeinde Brzeźnica im Powiat Wadowicki der Woiwodschaft Kleinpolen in Polen.

## Geschichte
Der Ort liegt im Gebiet zwischen den Flüssen Skawa im Westen und Skawinka im Osten, der im Jahre 1274 von Kleinpolen abgetrennt und ans Herzogtum Oppeln angeschlossen wurde.
Der Ort wurde im Jahre 1389 als Copitowka erstmals urkundlich erwähnt. Er hatte damals mit Brzezinka den gemeinsamen Besitzer namens Filip. Diese zwei Dörfer hatten bis zum 20. Jahrhundert zum größten Teil eine gemeinsame Geschichte.
Politisch gehörte das Dorf ursprünglich zum Herzogtum Auschwitz, dies bestand ab 1315 in der Zeit des polnischen Partikularismus. Seit 1327 bestand die Lehnsherrschaft des Königreichs Böhmen. Seit 1445 gehörte es zum Herzogtum Zator, dieses wurde im Jahr 1494 an Polen verkauft.
Bei der Ersten Teilung Polens wurde Kopytówka 1772 Teil des neuen Königreichs Galizien und Lodomerien des habsburgischen Kaiserreichs (ab 1804).
Ab 1829 gehörte das Dorf zu Józef Baum von Appelshofen.
1918, nach dem Ende des Ersten Weltkriegs und dem Zusammenbruch der k.u.k. Monarchie, wurde Kopytówka wieder Bestandteil von Polen. Unterbrochen wurde dies nur durch die Besetzung Polens durch die Wehrmacht im Zweiten Weltkrieg.
Von 1975 bis 1998 gehörte Kopytówka zur Woiwodschaft Bielsko-Biała.

## Sehenswürdigkeiten
- Gutshof, gebaut um 1870

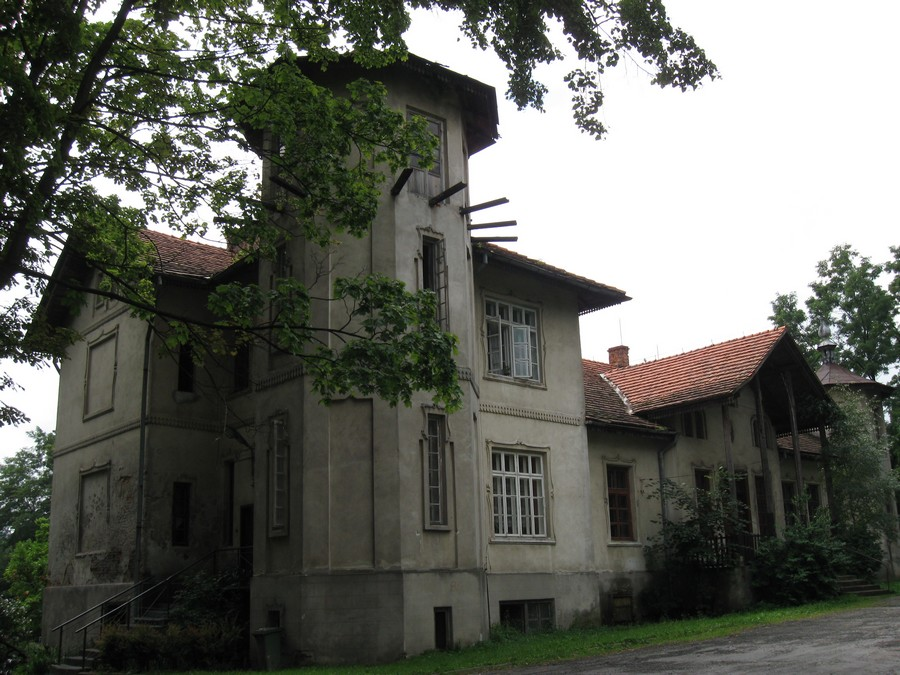
Gutshof

## Söhne und Töchter der Ortschaft
- Józef Baum von Appelshofen (1821–1883), polnischer Politiker, Graf, Besitzer der Güter Kopytówka, Abgeordneter des Galizischen Landtags und Österreichischen Abgeordnetenhauses